# Merciera tenuifolia
Merciera tenuifolia är en klockväxtart som först beskrevs av Carl von Linné d.y., och fick sitt nu gällande namn av A.Dc. Merciera tenuifolia ingår i släktet Merciera och familjen klockväxter. Inga underarter finns listade i Catalogue of Life.